# 河合美佐
河合 美佐（かわい みさ、1966年2月25日 - ）は、日本の元女優。本名同じ。アミューズに所属していた。

## 来歴・人物
愛知県岡崎市出身。愛知県立岡崎北高等学校卒業。身長158cm。血液型はB型。
映画『アイコ十六歳』のオーディションに合格してデビュー。

## 主な出演作品

### 映画
- アイコ十六歳（1983年、日本ヘラルド） - 花岡紅子 役

### テレビドラマ
- 月曜ドラマランド（フジテレビ）
  - 「少年隊のただいま放課後スペシャル」（1984年6月4日）
  - 「透明少女」（1986年3月10日）
- 恋はミステリー劇場「団地日記 PARTI」（1985年2月27日、TBS）
- 冗談ストリート（1985年 - 1986年、TBS）
- ライスカレー（1986年、フジテレビ）
- 木曜ドラマストリート「セーラー服三銃士 ホットドックドリーム」（1986年9月4日、フジテレビ）
- 痛快!婦警候補生やるっきゃないモン!（1987年、テレビ朝日）
- ハングマンGOGO 第15話「男女5人新人類犯罪物語!」（1987年9月18日、テレビ朝日）
- 銀河テレビ小説「殿様ごっこ」（1988年、NHK）
- 季節はずれの海岸物語'89夏 Good by そして Good Luck（1989年8月25日、TBS） - 里美 役
- 丹波哲郎ミステリー劇場 第1話「背後の女」（1989年9月4日、テレビ朝日）
- 外科医有森冴子 第11話「息子はニューハーフ」（1990年、日本テレビ）
- 東京ストーリーズ 第38回「ボーイミーツガール!!」（1990年8月13日、フジテレビ）

### ラジオ
- NISSANミッドナイトステーション やんぐひぽぽたます（1986年、TBSラジオ）
- 空色勾玉 （1989年、NHK-FM） - 主演・狭也 役

### CM
- シチズン「ライトハウス」（1986年）
- シチズン「ジャンクション」
- JR東海シンデレラ・エクスプレス（1987年）
- 大洋漁業「世話焼きパッ缶」